# Ábdel Aziz ar-Rantisi
Abdel Aziz ar-Rantisi ou Abdel Aziz al-Rantissi (em árabe عبدالعزيز الرنتيسي) Yibna, perto de Jafa, 23 de outubro de 1947 - Cidade de Gaza, 17 de abril de 2004) foi um  médico e militante palestino. Juntamente com o líder espiritual da organização, sheik Ahmed Yassin fundou a organização islâmica palestina Hamas, em 11 de dezembro de 1987.
Quando Yassin, juntamente com quatro guardas, foi morto a 22 de março de 2004, por um míssil disparado por um helicóptero da Força Aérea Israelense, em um assassinato seletivo, Rantisi assumiu a liderança política do Hamas, sendo seu principal porta-voz na Faixa de Gaza.

Abdel-Aziz Rantissi era considerado um membro da linha dura do Hamas e sempre se posicionou contra qualquer compromisso com Israel, na defesa da criação de um Estado palestino:
"O principal objetivo da Intifada é a liberação da faixa de Gaza, Cisjordânia e Jerusalém, e nada mais. Não temos força para liberar toda a nossa terra" disse Rantissi à BBC em 2002. "Em nossa religião, é proibido abrir mão de parte de nossa terra, portanto, não podemos reconhecer Israel de forma alguma. Mas podemos aceitar uma trégua com eles e viver lado a lado, deixando que essas questões sejam decididas pelas próximas gerações."
Rantissi foi citado pelo Chicago Tribune como dizendo: "Nós vamos matar judeus, em toda a parte. Não haverá segurança para os judeus, os que vieram da América, da Rússia ou de qualquer lugar".
Abdel Rantissi foi o segundo líder do Hamas morto pelas forças israelenses em 25 dias - menos de um mês depois do assassinato de Yassin, nas mesmas circunstâncias.
Helicópteros israelenses dispararam dois foguetes contra o veículo em que Rantissi viajava com dois de seus guarda-costas, em uma rua central de Gaza. Os dois guarda-costas morreram no local e Rantisi foi levado a um hospital, em estado crítico, vindo a falecer. Era casado e pai de seis filhos.
Segundo ele, o Holocausto nunca ocorreu da forma descrita pela historiografia ocidental, e os sionistas apoiaram e financiaram as atividades dos nazistas.
Rantisi era considerado um  terrorista pelos  Estados Unidos, pela União Europeia e por Israel. Para muitos árabes, no entanto, era um defensor da causa palestina.